# Dom Biesiadeckiego we Lwowie
Tzw. Dom Biesiadeckiego we Lwowie znajduje się przy ul. Generała Czuprynki 50/52 (w okresie Rzeczypospolitej ul. Andrzeja hr. Potockiego). 

## Historia
Budowę budynku w stylu neogotyckim, według projektu Józefa Sosnowskiego, ukończono w 1901 roku. Budynek przypomina średniowieczny zamek. Uwagę przyciągają: potężna narożna wieża z blankami, balkon podobny do wykusza, ściany wykonane z bloków piaskowca oraz rzeźba lwa przed wejściem do kamienicy nr 50. W istocie tzw. Dom Biesiadeckiego to dwie oddzielne kamienice z osobnymi wejściami i klatkami schodowymi. Do Franciszka Biesiadeckiego, znanego bibliofila i kolekcjonera należała kamienica nr 50 (od 1919 r.). Właścicielem kamienicy 52 (narożnej, z wieżą) do roku 1929 był Antoni Kraiński, a następnie Wincenty Waligóra, dyrektor spółki „Karpaty” dystrybuującej produkty naftowe (m.in. olej Galkar). W 1939 obie kamienice zostały zajęte przez sowietów dla wojska.

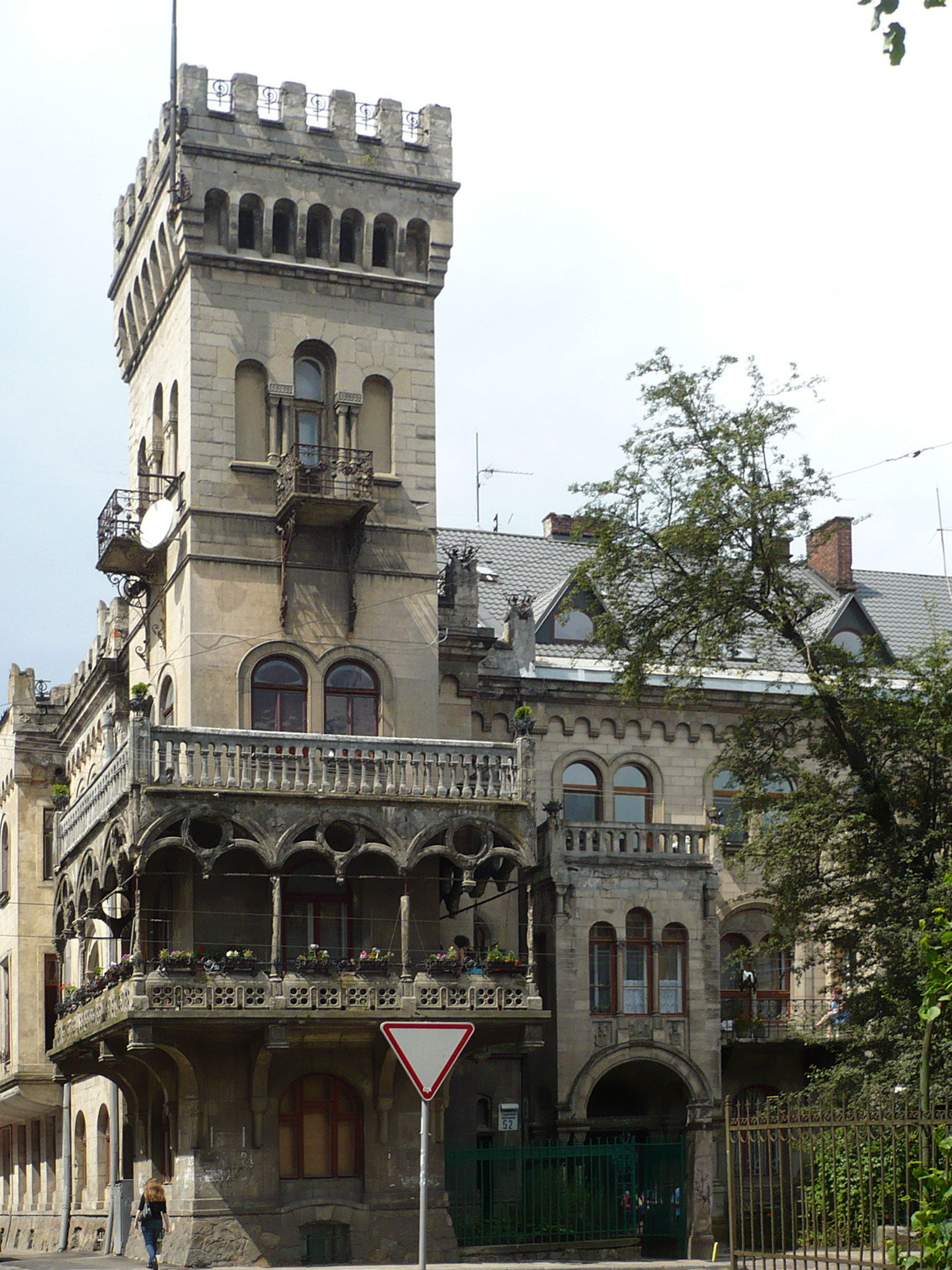
Wieża domu Biesiadeckiego
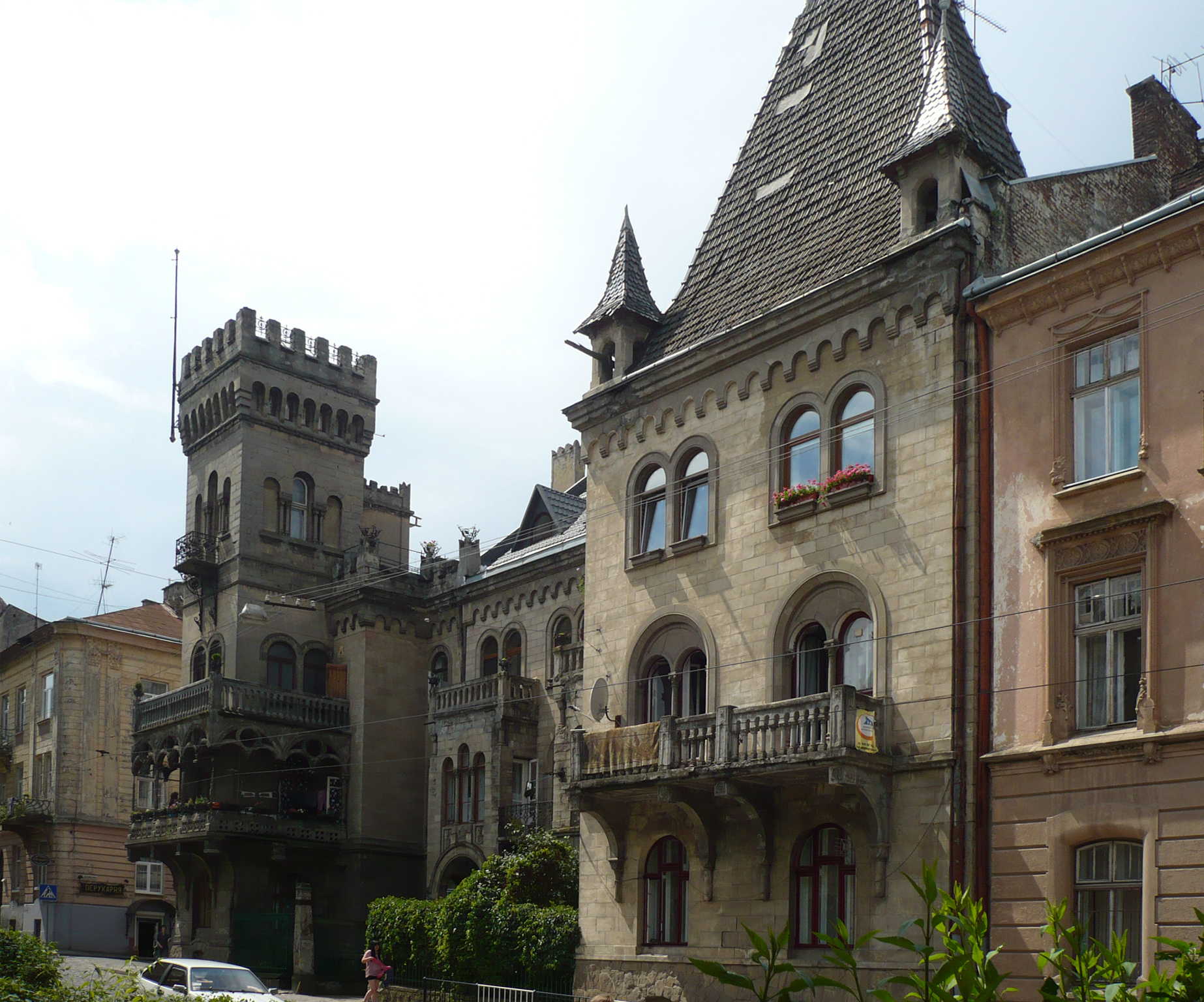
Dom Biesiadeckiego we Lwowie